# 八幡山定吉

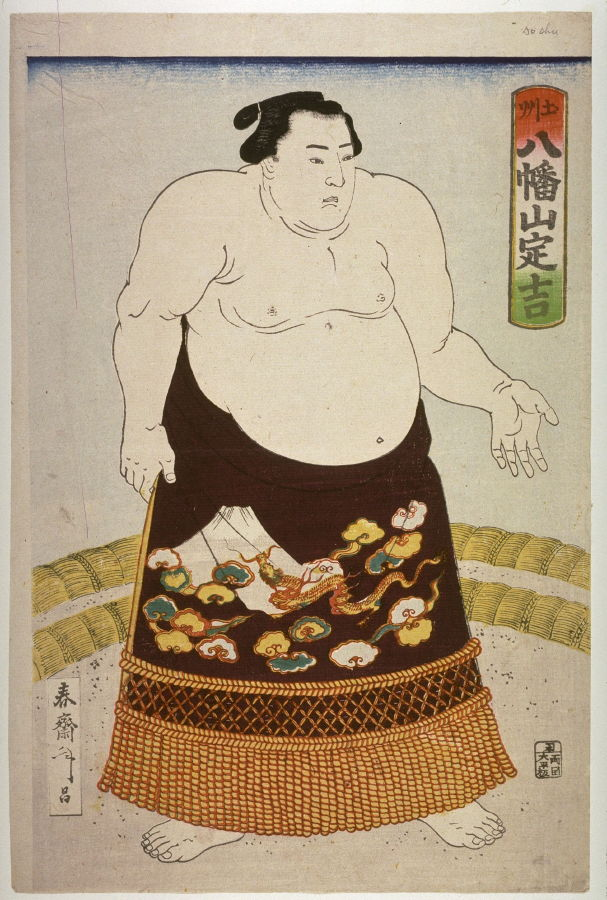
春斎年昌筆「土州 八幡山定吉」

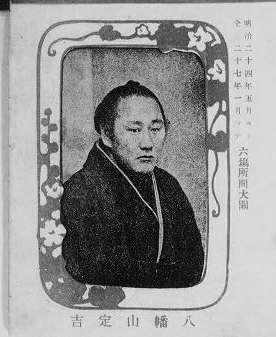
八幡山定吉　（相撲年鑑、1913年発行より）

八幡山 定吉（やはたやま さだきち、1858年6月25日（安政5年5月15日） - 1914年（大正3年）3月11日）は、土佐国土佐郡（現・高知県高知市）出身の大相撲力士。所属部屋は猪名川部屋（大阪）→玉垣部屋（東京）→大嶽部屋→根岸部屋→友綱部屋。本名は廣田 貞次（のち伊藤）。最高位は大関。身長170cm、体重101kg。

## 略歴
はじめ大阪の猪名川部屋に入り、二段目まで上がった後1884年（明治17年）1月兄弟子の初代海山と共に東京に出て9代玉垣の門人となり二段目番付外で取る。1886年（明治19年）1月入幕。1889年1月新鋭の小錦と預り、西ノ海と引分、1889年5月も小錦と引分けるなど技能派の花形力士として人気を集め、1891年（明治24年）6月大関に昇進した。全盛期はこの頃であり、その後は得意の足癖が災いしたびたび膝を脱臼、気分的に腐って脱走し髷を切ってザンギリ頭で出場したことがあった。1894年（明治27年）1月無印張出（大関格？）となりこの場所限り引退。年寄6代湊川となったが海山の6代友綱と反りが合わず高砂部屋に移籍。神奈川県平塚に海水浴場を経営したが、このことが申合規則に抵触したため廃業して角界を去った。廃業後は郷里に戻り呉服屋を経営しながら土地相撲に尽力したりしたが職を転々とし不遇の内に1914年（大正3年）3月11日、55歳で死去。
170cm101kgと体格には恵まれなかったが足癖を得意として人気は高かった。

## 主な成績
- 幕内成績16場所51勝25敗18分6預60休 大関在位5ないし6場所
- 優勝相当成績2回

### 場所別成績
| 1884年 （明治17年） | 幕下 –                   | 西幕下9枚目 4–2 1預      |
| 1885年 （明治18年） | 西幕下4枚目 3–3 1預      | 西幕下4枚目 4–2 1預      |
| 1886年 （明治19年） | 西幕下筆頭 7–0 1分1預    | 東前頭6枚目 5–2–1 1分1預 |
| 1887年 （明治20年） | 東前頭5枚目 4–4–1 1預    | 東前頭3枚目 1–3–4 1分1預 |
| 1888年 （明治21年） | 東前頭5枚目 3–3–2 2分    | 東前頭4枚目 5–3–1 1分    |
| 1889年 （明治22年） | 東前頭2枚目 2–2–3 2分1預 | 東前頭3枚目 5–1–1 3分    |
| 1890年 （明治23年） | 西前頭筆頭 3–1–2 4分     | 西小結 6–1–1 1分1預      |
| 1891年 （明治24年） | 西関脇 6–2–1 1分         | 西大関 6–1–1 2分         |
| 1892年 （明治25年） | 西大関 4–2–3 1預         | 西大関 0–0–10            |
| 1893年 （明治26年） | 西張出大関 1–0–9         | 西張出大関 0–0–10        |
| 1894年 （明治27年） | 西大関 引退 0–0–10       | x                        |
| 各欄の数字は、「勝ち-負け-休場」を示す。 優勝 引退 休場 十両 幕下 三賞：敢=敢闘賞、殊=殊勲賞、技=技能賞 その他：★=金星 番付階級：幕内 - 十両 - 幕下 - 三段目 - 序二段 - 序ノ口 幕内序列：横綱 - 大関 - 関脇 - 小結 - 前頭（「#数字」は各位内の序列） |                          |                          |

- この時代は、幕内力士は千秋楽（10日目）には取組が組まれず、出場しないのが常態であったので、各場所の1休はそれに該当するものであり、実質的には9日間で皆勤である。